# 2615 Saito
2615 Saito (1951 RJ) là một tiểu hành tinh vành đai chính được phát hiện ngày 4 tháng 9 năm 1951 bởi K. Reinmuth ở Heidelberg.